# ديوك ماكنزي
ديوك ماكنزي (بالإنجليزية: Duke McKenzie)‏ (5 مايو 1963 في المملكة المتحدة - ) هو ملاكم بريطاني، صنّف ضمن فئة وزن الذبابة ووزن البانتام ‏.

## إحصائيات
خاض خلال مسيرته 46 نزالا، فاز في 39 وخسر في 7. فاز بالضربة القاضية في 20 نزالا.

## روابط خارجية
- ديوك ماكنزي على موقع بوكس ريك (الإنجليزية) (registration required)